# Lanildut
Lanildut (bretonisch Lannildut) ist eine französische Gemeinde mit 987 Einwohnern (Stand 1. Januar 2022) im Département Finistère in der Region Bretagne; sie gehört zum Arrondissement Brest und zum Kanton Saint-Renan. Der Ort liegt an der Mündung des Aber Ildut.

## Bevölkerungsentwicklung
| Jahr      | 1962 | 1968 | 1975 | 1982 | 1990 | 1999 | 2008 | 2017 |
| Einwohner | 786  | 661  | 651  | 718  | 733  | 830  | 944  | 956  |

## Geschichte
Die Gemeinde gehörte ursprünglich zur Herrschaft Gouerbian im Gebiet Nieder-Leon (frz. Bas-Léon, bret. Goueled-Leon) im Nordwesten der Bretagne. Später zur Herrschaft von Brest und Saint-Renan. 

## Sehenswürdigkeiten
Siehe auch: Liste der Monuments historiques in Lanildut
- Rathaus
- Kirche Saint-Ildut
- Kapelle Saint-Gildas
- Wegkreuze und Menhire
- Denkmal für die Gefallenen des Ersten Weltkriegs
- Algenmuseum in einem Hangar beim Hafen

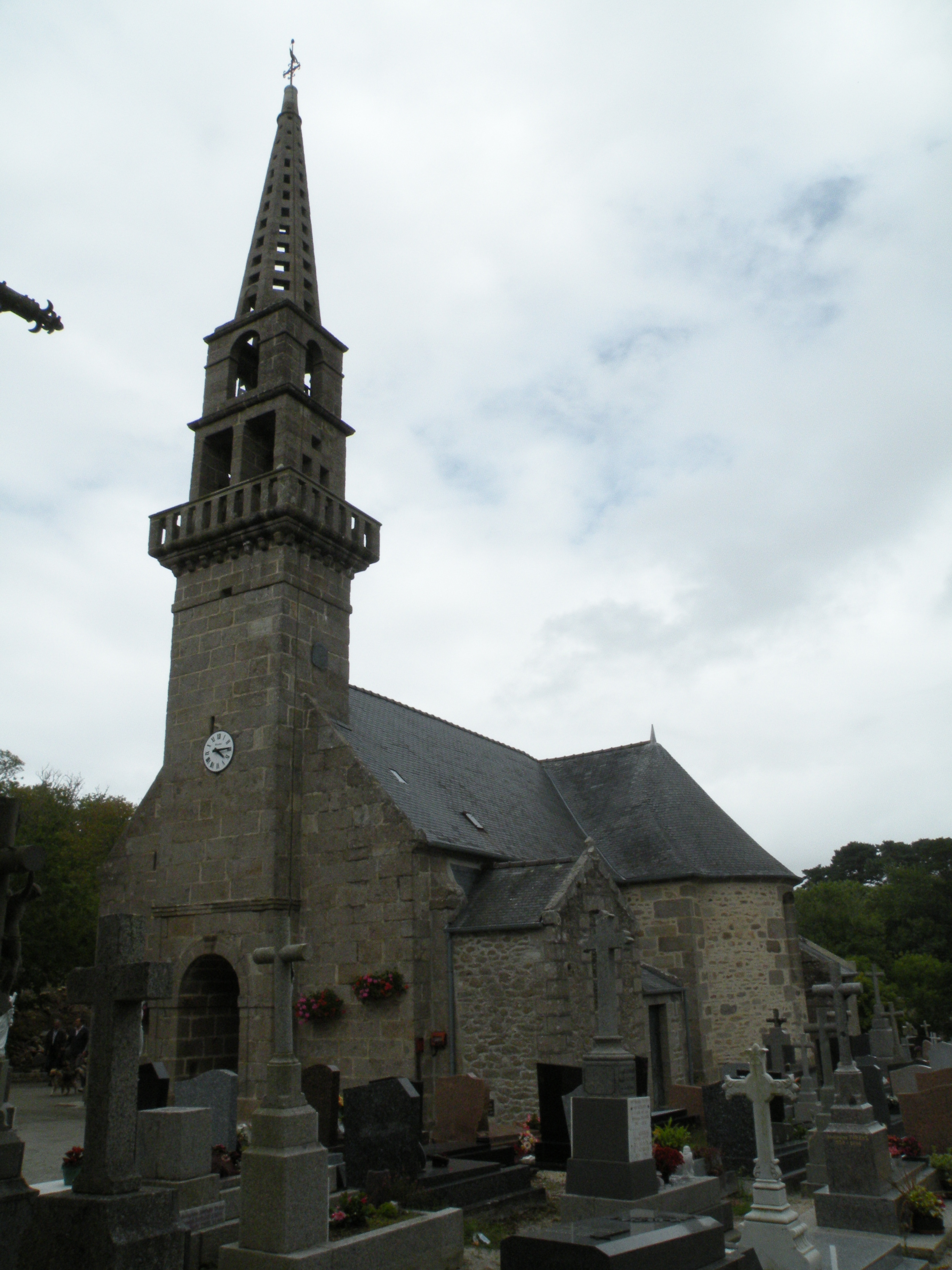
Kirche Saint-Ildut
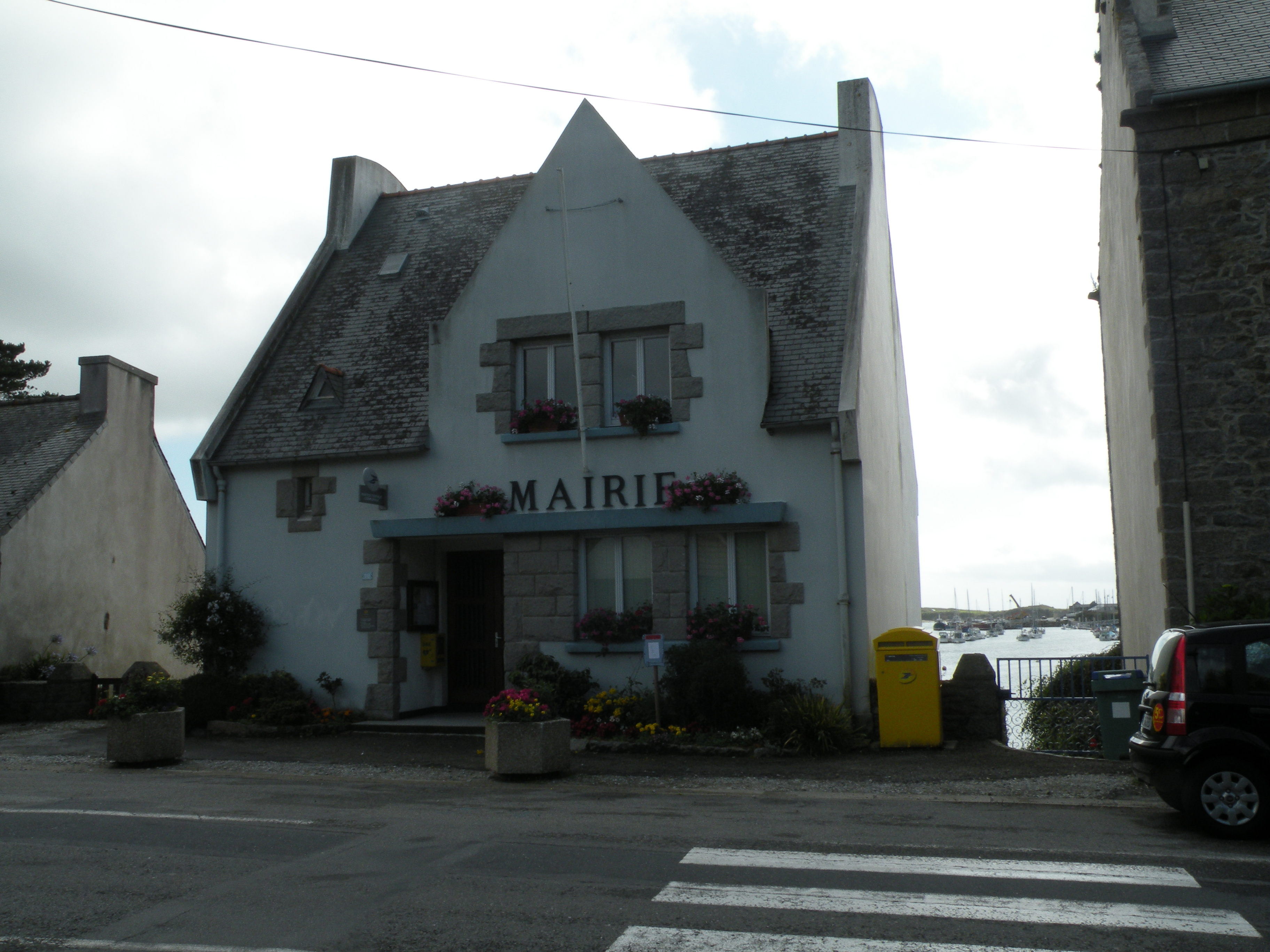
Rathaus
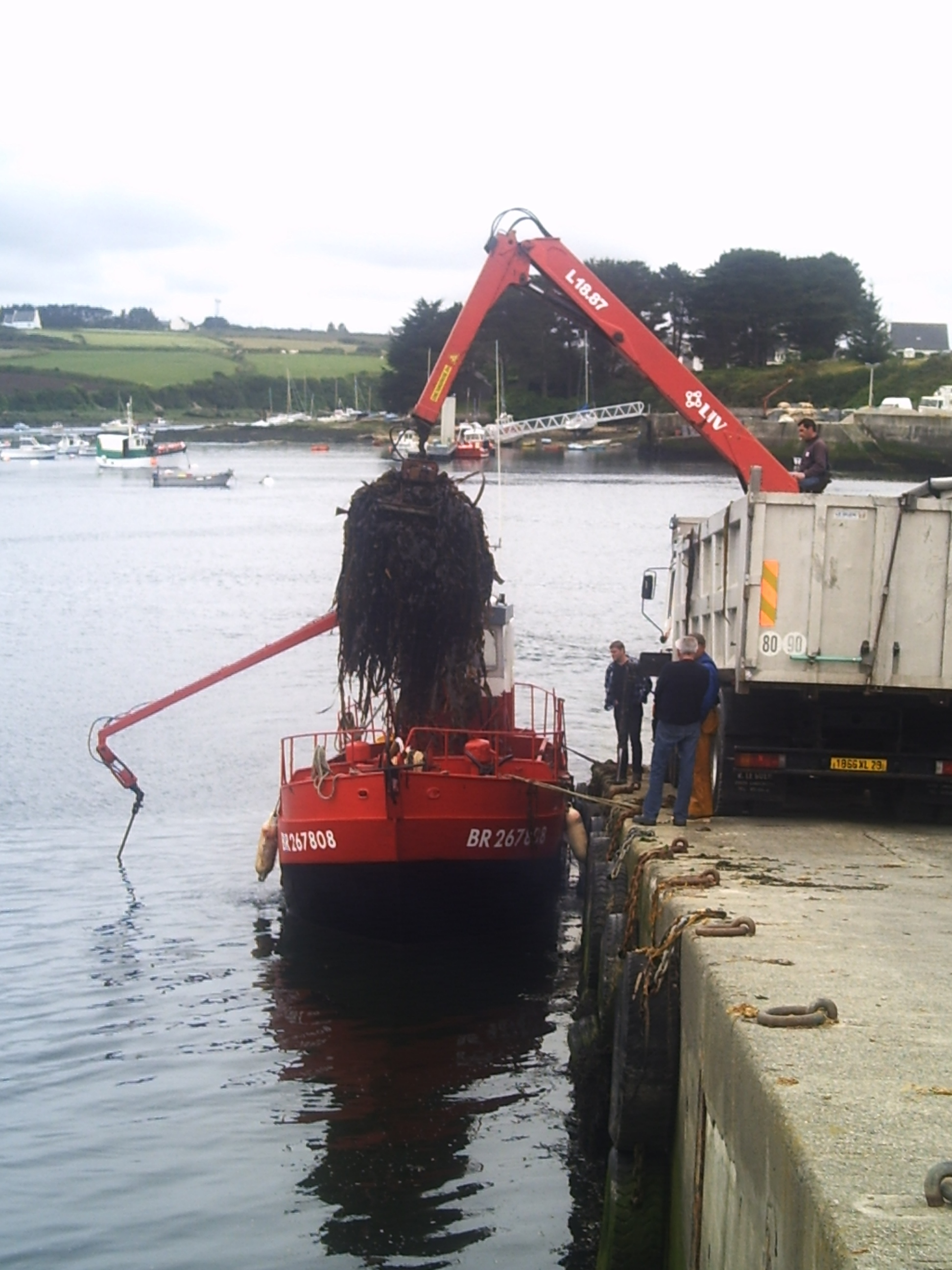
Seetangförderung zur Gewinnung von Dünger
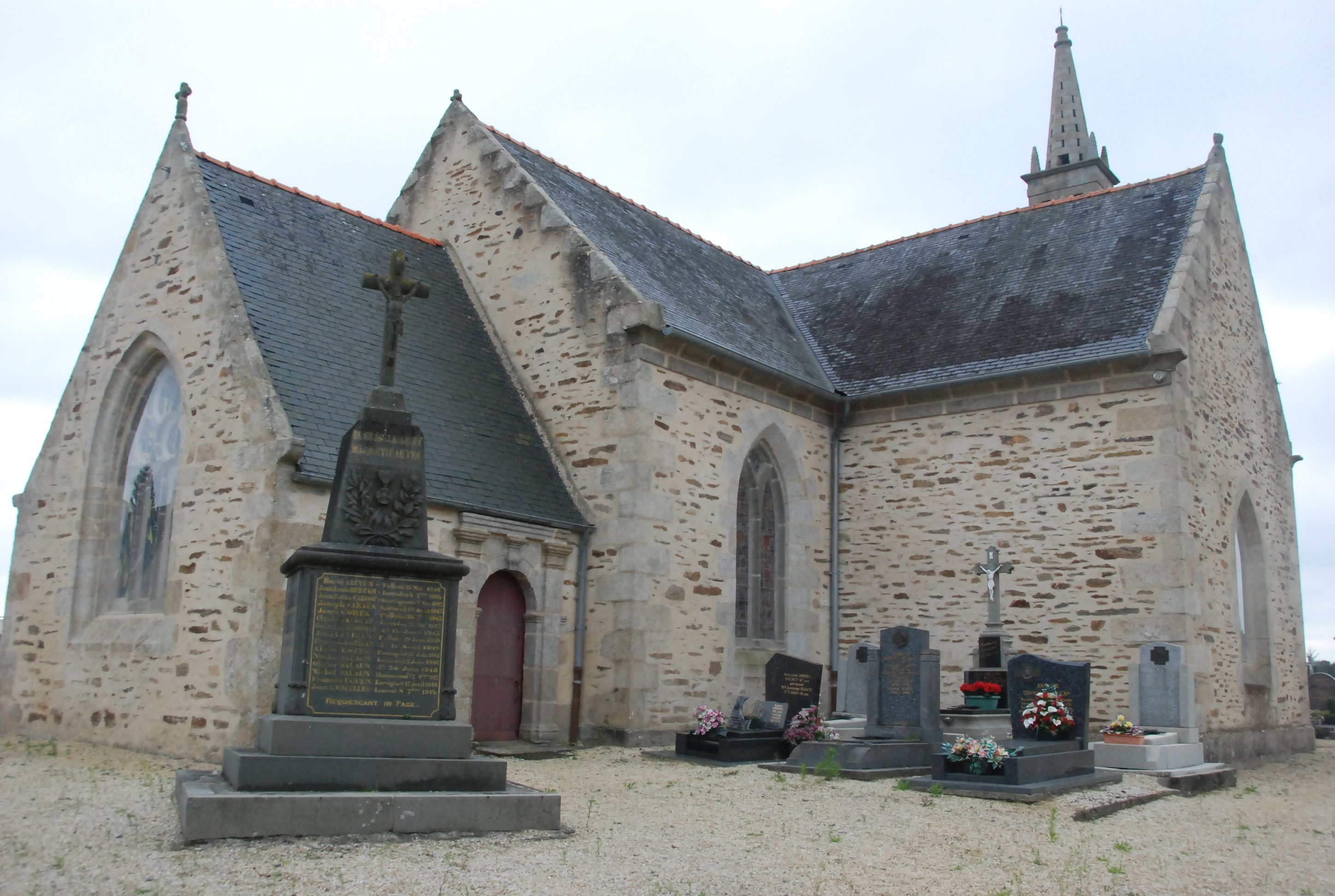
Denkmal für die Kriegsgefallenen 1914–1918